# InfraRecorder
InfraRecorder ist ein freies Brennprogramm für optische Datenträger wie CDs und DVDs für Windows-Betriebssysteme. Es ist in der Programmiersprache C++ geschrieben und unter der GNU General Public License veröffentlicht.

## Entstehung
InfraRecorder wurde 2006 beim Google Summer of Code von Christian Kindahl ins Leben gerufen. Es nutzt die Kommandozeilenprogramme von cdrtools. Neben cdrtfe ist es eines der wenigen grafischen Brennprogramme für Windows, die unter einer freien Lizenz veröffentlicht werden.

## Funktionen
Das Programm bietet Funktionen rund um das Erstellen und Kopieren von CDs und DVDs, den Umgang mit ISO-Abbildern, CD- und DVD-RWs sowie doppelschichtigen DVDs. Außerdem kann es Audio-CDs einlesen und als MP3, Ogg-Vorbis, WMA und RIFF WAVE speichern. Vorhandene Video-DVD-Dateien kann es ebenfalls brennen. Es unterstützt einfaches Drag and Drop sowohl innerhalb des Programms als auch zwischen verschiedenen Programmen (zum Beispiel aus dem Windows-Explorer heraus). LightScribe und Labelflash werden nicht unterstützt.
InfraRecorder läuft unter Windows 2000 oder höher (NT-Kernel), die letzte Version für Windows 98/Me war 0.43.1. Das Programm ist in 39 Sprachen verfügbar. Es gibt auch eine Portable-Version, die direkt von Wechselmedien aus lauffähig ist. Die Entwicklung wurde vermutlich eingestellt, die letzte Änderung ist von 2012 (Stand 8 / 2021).
Die letzte Version von InfraRecorder ist auch unter Windows 10 22H2 noch lauffähig, muss allerdings mit Administrator-Rechten ausgeführt werden.